# Marke (Anhalt)
Marke ist ein Ortsteil der Stadt Raguhn-Jeßnitz im Landkreis Anhalt-Bitterfeld in Sachsen-Anhalt.

## Geografie
Marke liegt zwischen Dessau-Roßlau und Bitterfeld-Wolfen im Biosphärenreservat Mittelelbe.

## Geschichte
Um das Jahr 1200 existierte wahrscheinlich ein mittelalterliches Dorf mit dem Namen Nauendorf, das jedoch später unterging und wüst fiel. Die Flur wurde weiterhin landwirtschaftlich genutzt. Eine erste schriftliche Erwähnung der „Marke Nauendorf“ findet sich im Jahr 1549 in dem Werk Die Anhaltischen Land- und Amtsregister des 16. Jahrhunderts von Urban Parys. Im Jahr 1568 gelangte die Marke Nauendorf in den Besitz der Herren aus dem Winkel als Lehnsnachfolger der Köhler. Fürst Kasimir erwarb 1639/40 das Vorwerk auf der Heide von Ernst aus dem Winkel zu Möst und Schierau.
Am 27. August 1727 schloss Fürst Leopold einen Kaufkontrakt mit dem Kammerjunker Ernst Dietrich aus dem Winkel zu Möst über das Vorwerk Nauendorf, auch „die Marke“ genannt, für 20.000 Taler. In der Folgezeit entstand das Dorf neu. Der erste Pächter war ab 1729 Christian Hartmann, jedoch wechselten die Pächter aufgrund hoher Abgaben, Schulden und finanzieller Probleme häufig. Zwischen 1758 und 1768 gehörte das Vorwerk Nauendorf – auch „die neue Marke“ genannt – verwaltungs- und gerichtsmäßig zum Justizamt Dessau und umfasste eine Fläche von 32 Hufen Acker sowie 3 Hufen und 4½ Morgen Wiese. Ab 1768 setzte sich der Name „Marke“ endgültig als Ortsname durch.
Im Jahr 1801 zählte das Dorf 17 Häuser und 96 Einwohner. 1857 verkauften bäuerliche Eigentümer Land an die Berlin-Anhaltische Eisenbahn, die 1859 die Eisenbahnstrecke Dessau–Bitterfeld einweihte. Am 8. November 1872 erfolgte die amtliche Grundbucheintragung der durch die Separation neu festgelegten Grenzen; in den Unterlagen wurden Friedrich Stolze sen. als ehemaliger Bürgermeister und Friedrich Stolze jun. als amtierender Bürgermeister genannt. 1875 lebten 152 Menschen im Ort.
1886 begann der Bau einer Schule, die am 18. April 1887 durch den Kreisschulinspektor, Pfarrer Püschel, eingeweiht wurde. Die Baukosten beliefen sich auf 20.600 Mark. 1893 wurde beim Materialwarenhändler Fleischer die erste Poststelle eingerichtet. Zwei Jahre später, 1895, hatte Marke 151 Einwohner. 1908 wurde eine Pflichtfeuerwehr gebildet, und im Jahr 1911 wurde das Ergebnis der Volkszählung von 1910 bekanntgegeben: Marke hatte 170 Einwohner. Am 14. Januar 1912 wurde die Staatsbahn Magdeburg–Halle–Leipzig elektrifiziert, und 1914 gründete sich die Freiwillige Feuerwehr Marke. Im Jahr 1928 erhielt das Dorf elektrisches Licht.
Anlässlich des 50-jährigen Schuljubiläums erschien 1937 ein Artikel im Anhaltiner Anzeiger. Im Rahmen der Reichssammelschiene wurde 1938/39 das Umspannwerk Marke errichtet. Laut Volkszählung vom 17. Mai 1939 hatte Marke als Landgemeinde 253 Einwohner und gehörte zum Landkreis Dessau-Köthen. Mit dem Kriegsende 1945 wurde der Ort durch das Hissen einer weißen Fahne auf dem Schulgebäude – durch Willi Butzmann und Theodor Bettzieche – kampflos übergeben. In den Jahren 1946/47 wurde das Umspannwerk von der sowjetischen Besatzungsmacht demontiert; lediglich die Gebäude blieben erhalten.
1949 begann der Bau eines Feuerwehrdepots, das 1951 eingeweiht wurde. Nach der Verwaltungsreform am 13. Juni 1952 wurde Marke dem Landkreis Bitterfeld zugeordnet. 1955 wurde die erste LPG gegründet und der Wiederaufbau des Umspannwerks begonnen. 1956 wurde die Bahnstrecke um ein zweites Gleis erweitert. 1958 fand eine Flurbereinigung statt, die Gemeindefläche wurde mit 405,98 Hektar angegeben.
Am 31. August 1961 wurde die Schule in Marke geschlossen; die Kinder besuchten fortan die Schule im nahegelegenen Raguhn. Laut Erhebung vom 20. Februar 1969 zählte Marke 307 Einwohner, darunter 68 Kinder und 65 Rentner. Seit dem 1. Juni 1978 gehört Marke zum Gemeindeverband Raguhn. Im Jahr 1988 wurde die Trinkwasserleitung bis zum Ortsteil Bahnhof erweitert, und 1994 erhielten alle Haushalte einen Telefonanschluss. 1995 wurde Marke in ein vierjähriges Dorferneuerungsprogramm aufgenommen. Im Jahr 1996 wurde die Stromversorgung durch Freileitungen durch Erdkabel ersetzt, und Marke wurde an das Abwassernetz angeschlossen.
Am 10. September 1999 fand eine Festsitzung anlässlich des 450-jährigen Bestehens der Gemeinde statt, bei der auch das 85-jährige Bestehen der Freiwilligen Feuerwehr gefeiert wurde.

## Wappen und Flagge
Das Wappen wurde am 24. April 2008 durch den Landkreis genehmigt.
Blasonierung: „Schräglinks geteilt von Grün über Gold und mit sechsfach rot-silbern gestückter Schräglinksleiste belegt, oben ein linksgewendetes, herschauendes silbernes Schaf, unten fächerartig drei grüne Eichenblätter belegt mit einer silbernen Eichel in grüner Kapsel.“
Die Farben der ehemaligen Gemeinde sind Gold (Gelb) – Grün.
Das Wappen wurde von dem Magdeburger Heraldiker Jörg Mantzsch gestaltet.
Die Flagge ist Gelb – Grün (1:1) gestreift (Querform: Streifen waagerecht verlaufend, Längsform: Streifen senkrecht verlaufend) und mittig mit dem Gemeindewappen belegt.

## Kultur und Sehenswürdigkeiten

### Regelmäßige Veranstaltungen
Jedes Jahr findet an Pfingsten das Dorffest statt.

## Wirtschaft und Infrastruktur

### Verkehr
Westlich von Marke verläuft in unmittelbarer Nähe die Bundesautobahn 9 von Leipzig nach Berlin und die Bundesstraße 184 (Bitterfeld – Dessau). Der Haltepunkt Marke liegt an der Bahnstrecke Trebnitz–Leipzig, etwa 1,5 Kilometer nördlich des Dorfes und ist Halt von Regionalbahnen auf dieser Strecke.

### Umspannwerk
In Marke befindet sich ein 380 kV-Umspannwerk des Netzbetreibers 50Hertz Transmission.

## Galerie

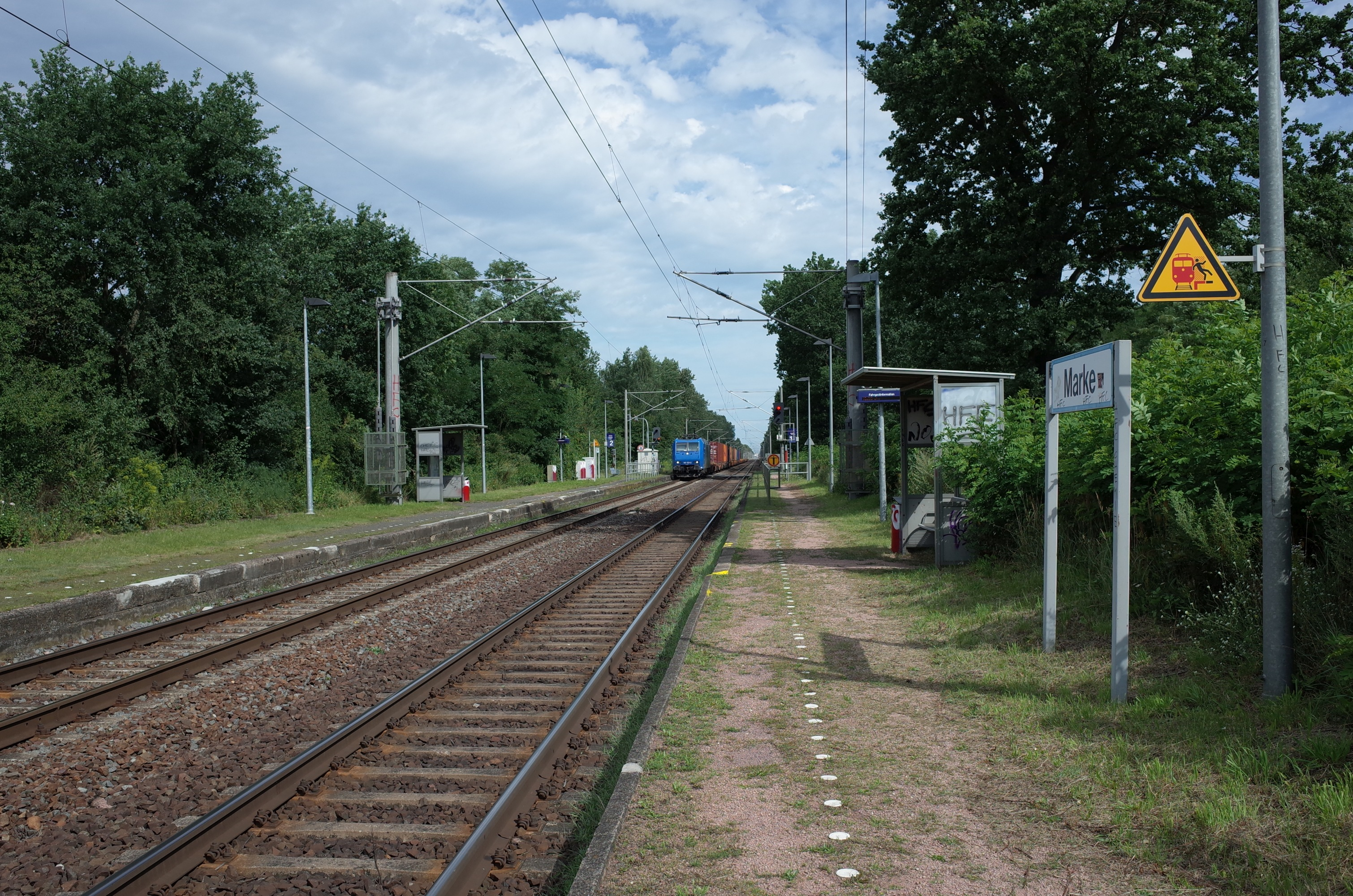
Haltepunkt Marke
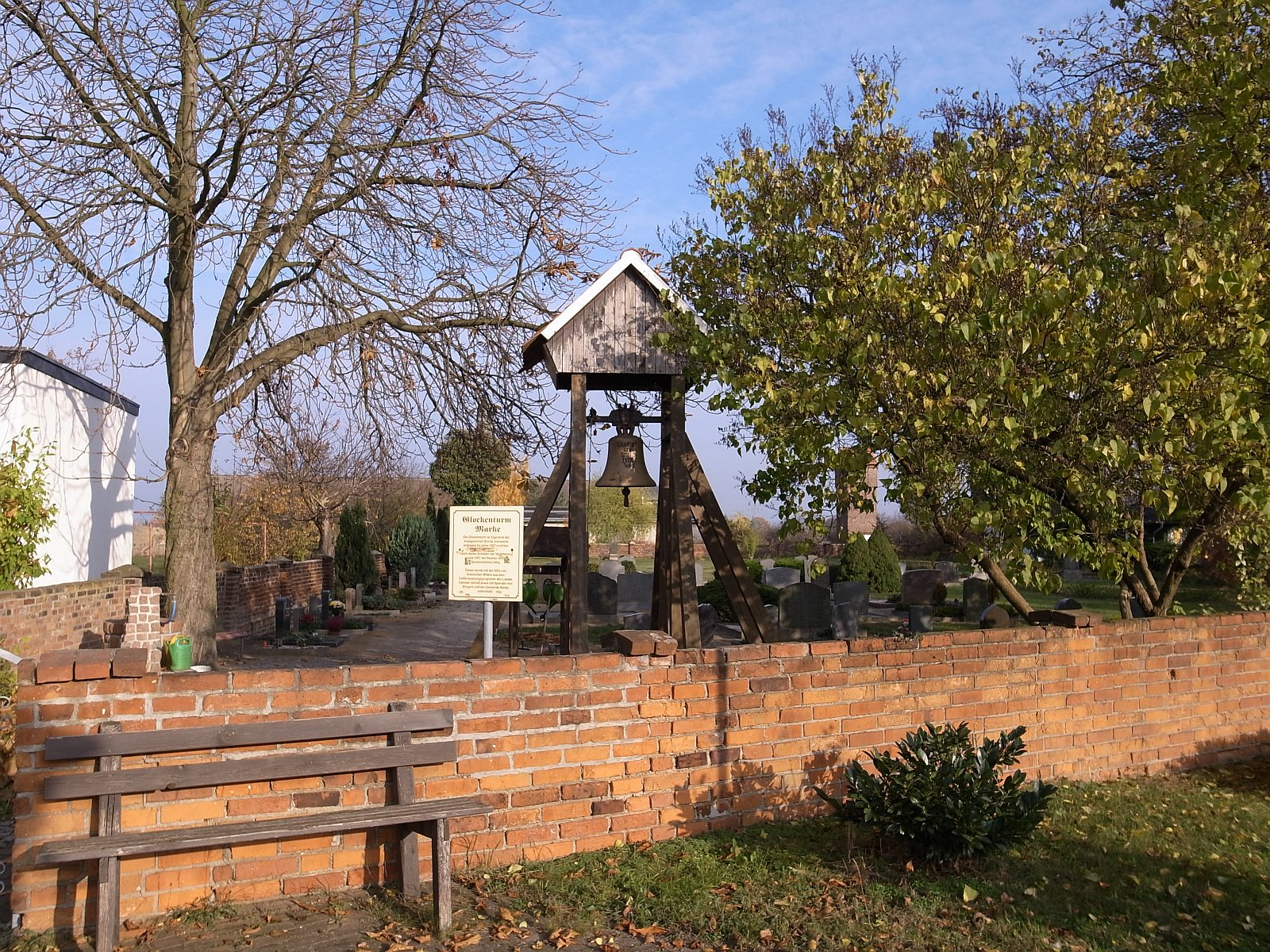
Glockenturm Marke
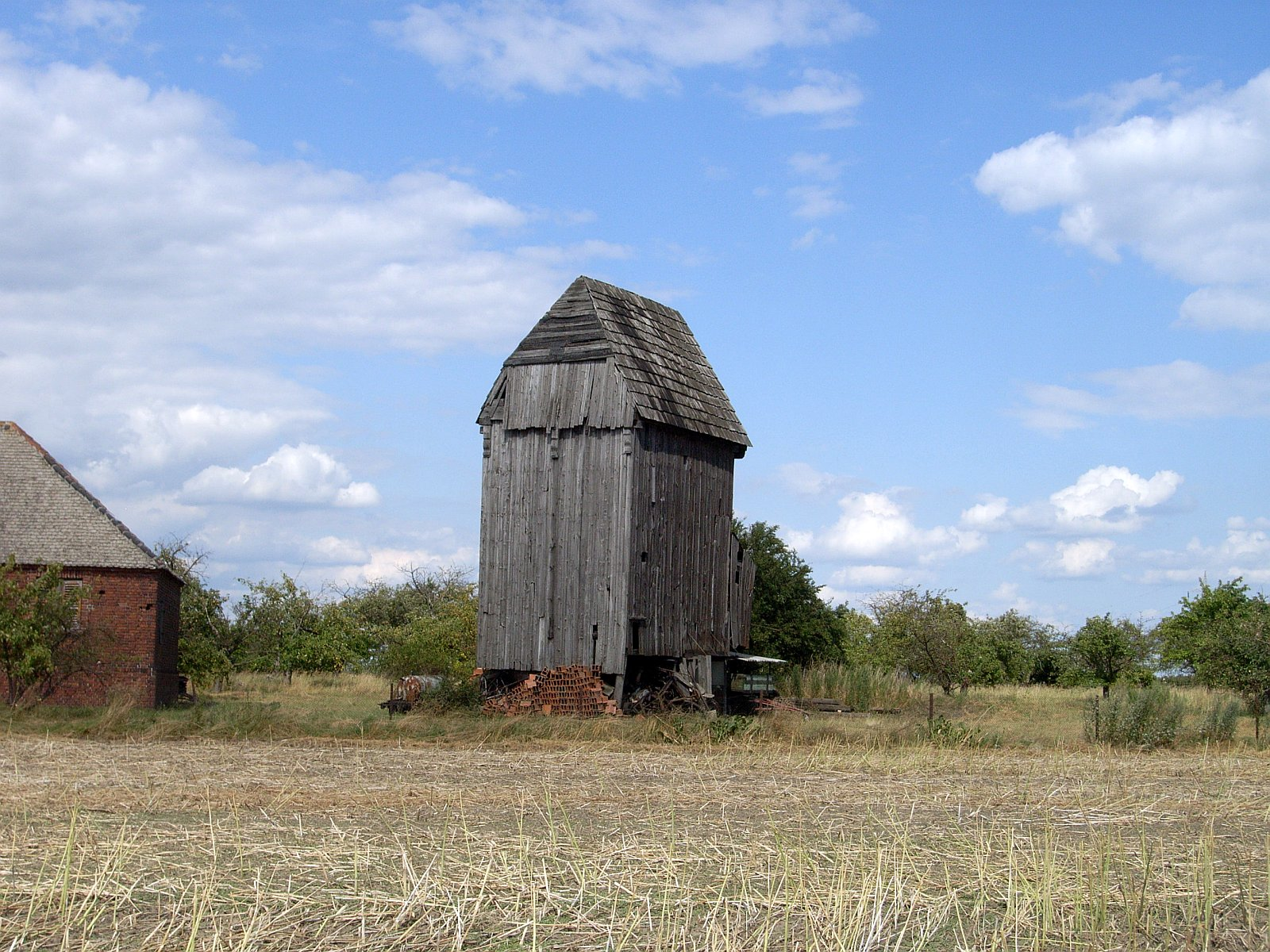
Bockwindmühle